# Heisteig

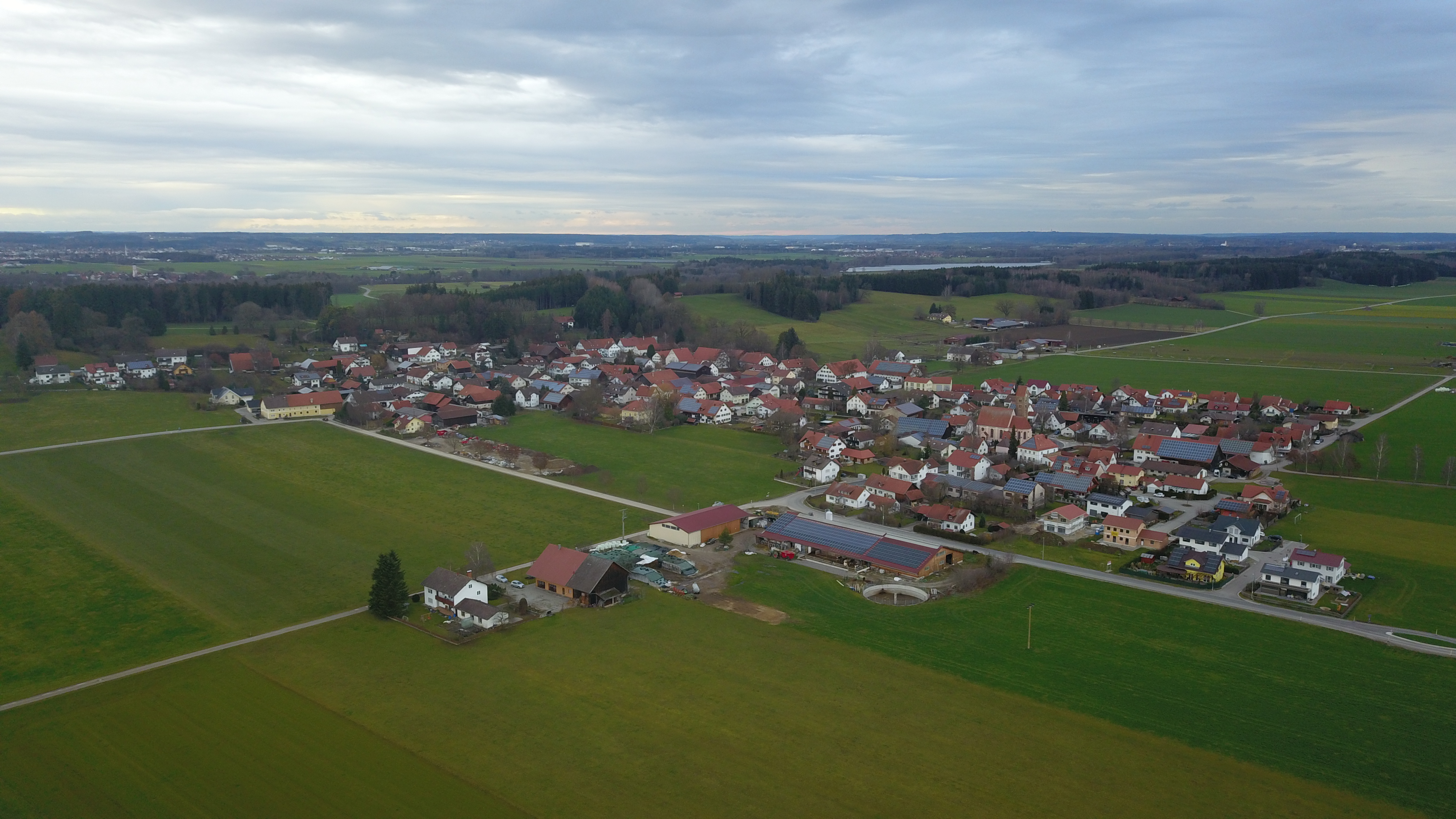
Der Ort Weicht mit dem bewaldet dahinter liegenden Heisteig.

Heisteig ist der Name eines bewaldeten Höhenzugs zwischen Wiedergeltingen und Weicht in den bayerischen Landkreisen Ostallgäu und Unterallgäu. Mit Heisteig wird auch der genau über den Höhenzug verlaufende Weg bezeichnet.

## Name
Gelegentlich findet man auch die Schreibweise Haistaig oder Haisteig. Auf der topographischen Karte der Bayerischen Landvermessung aus der Mitte des 19. Jahrhunderts findet sich für den Höhenzug nördlich von Weicht die Schreibweise Heusteig. Auch die lokale Ausschilderung des Staatsforstes verwendet die Version Heusteig. In den aktuellen amtlichen Kartenwerken wird hingegen die Schreibweise Heisteig verwendet. Der Name „Heisteig“ leitet sich vom Mittelhochdeutschen Begriff „heien“ oder „geheit“ (ebenso haien/gehait) im Sinne von „hegen“ und „gehegt“ ab.

## Höhe
An der höchsten Stelle des Heisteigs im Gemeindegebiet von Wiedergeltingen befindet sich ein großes Hügelgrab. Hier wird eine Höhe von ungefähr 649 m ü. NHN erreicht. Über das Umland erhebt sich der Heisteig um etwa 30–40 m.

## Geologie
Der Heisteig ist Bestandteil einer etwa elf Kilometer langen Mittelmoräne entlang der Wertach, zwischen den Orten Rieden im Ostallgäu und Amberg im Unterallgäu. Im Bereich des Heisteigs besteht die Mittelmoräne aus mindeleiszeitlichem Schotter.

## Geschichte

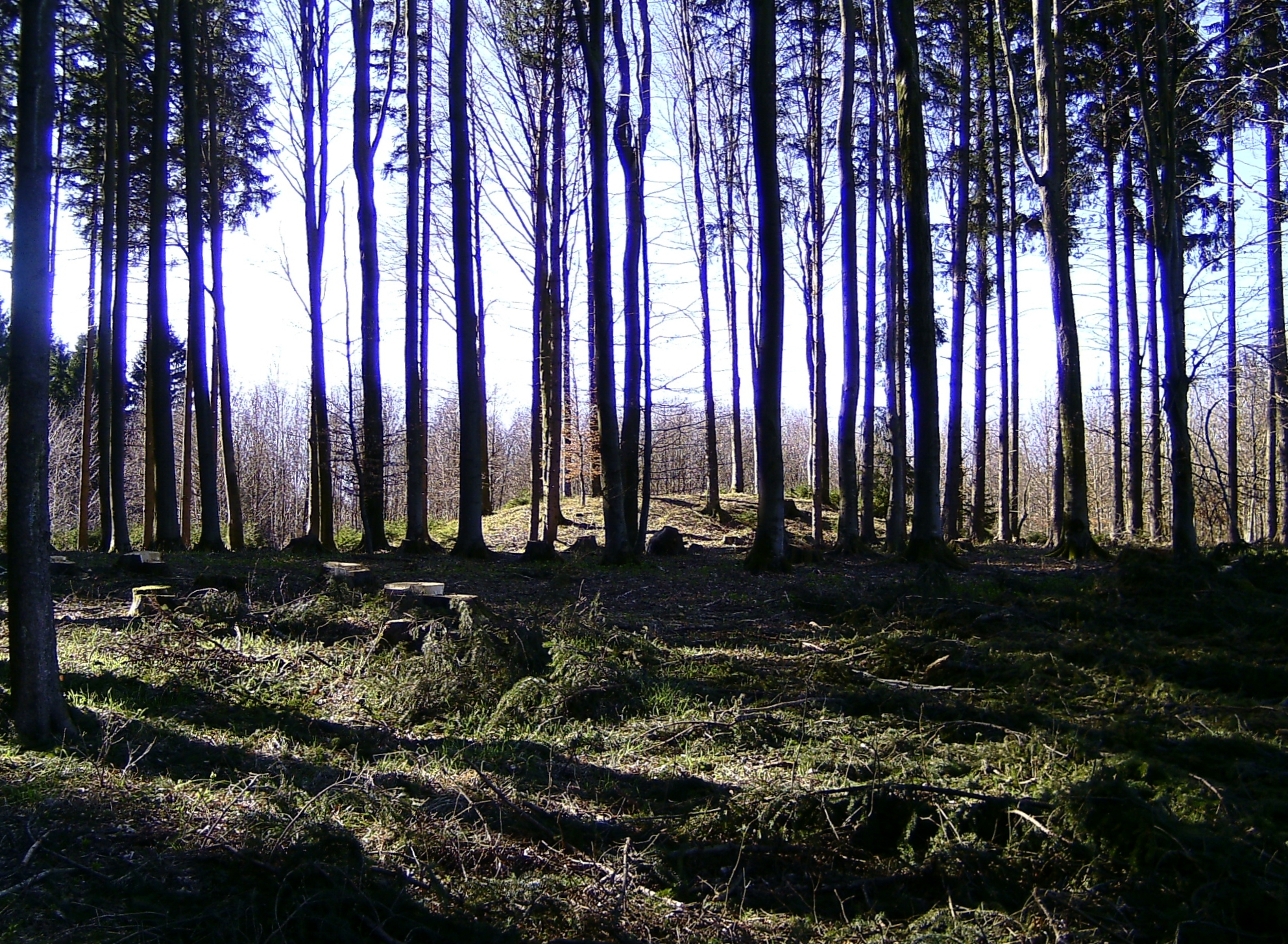
Mit Bäumen bewachsenes Hügelgrab auf dem Heisteig, zugleich höchster Punkt der Gemeinde Wiedergeltingen

Der Heisteig ist eine der bedeutendsten Fundstätten von Bodendenkmälern im näheren Umkreis. So finden sich hier bis zu 200 Hügelgräber. Des Weiteren wurden an der Ostseite und an der Westseite jeweils Reste von römischen Siedlungen gefunden.
Südlich von Wiedergeltingen finden sich an der Ostseite des Hügelzugs Reste einer Wölbacker-Flur, welche die frühe Besiedelung des Gebietes unterstreichen.
Der Heisteig als Weg war wegen seiner aus den damaligen sumpfigen Wertachauen herausgehobenen Lage eine wichtige Nord-Süd-Wegeverbindung zur Zeit der alemannischen Besiedelung und wurde deshalb entsprechend gepflegt.
An der Ostseite des Heisteigs befand sich bis in das späte Mittelalter die heute verschwundene Siedlung Hermannstetten.
Bis in das Jahr 1804 stand auf dem Heisteig am südlichen Ortsrand von Wiedergeltingen offenbar eine zwölf Meter hohe steinerne Bildsäule mit Laterne. Als Standort dieses Leuchtturms wird ein kleiner künstlicher Hügel mit dem Namen Lehenbühl (auch: Lehbüchl) angegeben. Das beschriebene Bauwerk soll auf einen römischen Wachturm zurückgehen, dieser Bezug ist jedoch rein spekulativ, da bislang keine entsprechenden Nachweise erbracht werden konnten. Aus der Beschreibung ergibt sich vielmehr ein Hinweis auf das Domkapitel in Augsburg, welches eine eigene Stiftung zum Unterhalt der beschriebenen Laterne eingerichtet haben soll. Mit dem „Bildersturm“ der Säkularisation wurde der Turm jedoch zerstört und später durch das Wiedergeltinger Kriegerdenkmal ersetzt, welches an die Gefallenen des Deutsch-Französischen Krieges 1870/71 erinnert.
Am 26. April 1945 stürzt ein aus La Rochelle kommendes Flugzeug der Luftwaffe vom Typ Heinkel He 111 mit fünf Personen an Bord in den Wald auf dem Heisteig ab. Alle Insassen des zweimotorigen Bombers starben. Eine aus Eichenholz gefertigte Gedenktafel auf dem Heisteig, etwa 500 m nördlich von Weicht, erinnert heute an die Todesopfer.

## Sonstiges
Im Konzept zur Fortschreibung des Kapitels 'Windenergie' im Regionalplan des Planungsverbandes Donau-Iller von 2011 wurden unter anderem auch einzelne Bereiche am Heisteig als Vorranggebiet der Kategorie 2 (u. a. Konflikt mit den vorhandenen Hügelgräbern) für raumbedeutsame Windenergieanlagen ausgewiesen. Einige Investoren bekundeten ihr Interesse an dem Bau von einem oder mehreren Windrädern. In der letzten Teilfortschreibung des Regionalplanes hingegen sind am Heisteig keine Windkraftanlagen mehr vorgesehen.